# Aleuron cymographum
Aleuron cymographum är en fjärilsart som beskrevs av Rothschild och Jordan 1903. Aleuron cymographum ingår i släktet Aleuron och familjen svärmare. Inga underarter finns listade i Catalogue of Life.